# Bailey Lear
Pour les articles homonymes, voir Lear.
Bailey Lear, née le 17 mars 2001, est une athlète américaine spécialiste du 400 mètres

## Biographie
En mars 2024, elle s'adjuge la médaille d'argent du relais 4 × 400 m lors des championnats du monde en salle 2024 à Glasgow avec Quanera Hayes, Talitha Diggs et Alexis Holmes, l'équipe américaine étant battue par les Pays-Bas. En mai 2024, elle remporte la finale du 4 × 400 m des Relais mondiaux à Nassau.

## Palmarès
| Date | Compétition                    | Lieu    | Résultat | Épreuve   | Temps         |
| ---- | ------------------------------ | ------- | -------- | --------- | ------------- |
| 2024 | Championnats du monde en salle | Glasgow | 2e       | 4 × 400 m | 3 min 25 s 34 |
| 2024 | Relais mondiaux                | Nassau  | 1re      | 4 × 400 m | 3 min 21 s 70 |
| 2025 | Championnats du monde en salle | Nankin  | 1re      | 4 × 400 m | 3 min 27 s 45 |

## Records
| Épreuve | Temps   | Lieu   | Date          |
| ------- | ------- | ------ | ------------- |
| 400 m   | 51 s 00 | Walnut | 20 avril 2024 |